# Julián Aguirre
Julián Antonio Tomás Aguirre (Buenos Aires, 28 gennaio 1868 – Buenos Aires, 13 agosto 1924) è stato un compositore, pianista e critico musicale argentino.

## Biografia
Visse i primi anni di vita in Spagna, studiando musica presso Carlos Beck e il compositore Emilio Arrieta, per poi tornare nel proprio paese d'origine durante il 1887. Insegnante e pianista, compose musica orchestrale, pianistica e vocale idealizzante sensi e stilemi della musica popolare argentina, da lui studiata in modo particolare. Contribuì inoltre come critico musicale per numerose testate.